# コリンズ・ファイ
コリンズ・ンゴラン・スイル・ファイ（Collins Ngoran Suiru Fai 、1992年8月13日 - ）は、カメルーン・バメンダ出身のプロサッカー選手。カメルーン代表。ポジションは、ディフェンダー。

## 経歴

### クラブ
2013年7月1日、ルーマニアのFCディナモ・ブカレストに移籍。 
2016年1月11日、スタンダール・リエージュに4年半契約で加入。2016年12月11日のKVCウェステルロー戦で移籍後初出場。

### 代表
2015年10月11日のサッカーナイジェリア代表との親善試合で、67分にセバスティアン・バソングとの交代で出場しカメルーン代表デビュー。

## 代表歴

### 出場大会
- カメルーン代表
  - 2022 FIFAワールドカップ

### 試合数
- 国際Aマッチ 56試合 0得点（2012年-）[2]

| カメルーン代表 | 国際Aマッチ | 国際Aマッチ |
| 年             | 出場        | 得点        |
| -------------- | ----------- | ----------- |
| 2012           | 1           | 0           |
| 2013           | 0           | 0           |
| 2014           | 0           | 0           |
| 2015           | 1           | 0           |
| 2016           | 1           | 0           |
| 2017           | 15          | 0           |
| 2018           | 6           | 0           |
| 2019           | 9           | 0           |
| 2020           | 1           | 0           |
| 2021           | 6           | 0           |
| 2022           | 15          | 0           |
| 2023           | 1           | 0           |
| 通算           | 56          | 0           |

## タイトル

### クラブ
ユニオン・ドゥアラ
- カメルーン・プレミア・ディビジョン: 2011–2012[3]

スタンダール・リエージュ
- ベルギーカップ: 2015–16, 2017-18

### 代表
カメルーン
- アフリカネイションズカップ: 2017